# Luis Da Silva
Luis Fernando Da Silva Jr. (3 de agosto de 1982), también conocido como Trikz, es un actor, jugador de baloncesto, autor y productor estadounidense. Obtuvo fama después de encabezar la campaña publicitaria de Nike Freestyle en el 2001.

## Carrera en el baloncesto
En un episodio de 2001 de This American Life, Da Silva fue el primer atleta de streetball en firmar un contrato publicitario con Nike. Actuó con Alicia Keys en 2001 en el Niketown de la ciudad de Nueva York mientras promocionaba la conocida campaña de Nike. Posteriormente fue mencionado en la división principal de Scoop Jackson, titulada Sole Provider, que reconoció lo mejor de la trayectoria de 35 años de Nike. En 2003, Da Silva fue el jugador más joven que firmó con el equipo de baloncesto de Harlem Wizards Show.
Midway Games le ofreció a Da Silva un liderazgo en el videojuego de nuevo desarrollo, L.A. Rush, que vendió 1 millón de unidades a nivel internacional. También ha trabajado con Midway realizando la captura de movimiento de videojuegos para los videojuegos NBA Ballers, NBA Ballers: Phenom, NBA Ballers: Chosen One, NBA 2K8, NBA 2K9 y AND 1 Streetball. Ha aparecido en las revistas SLAM y DIME y en la portada de The Wall Street Journal y la portada de TIME en el extranjero.
En 2006, Stephon Marbury y Steve & Barry's anunciaron que Da Silva saldría en el Starbury SLAM Tour, con la primera de muchas apariciones en las tiendas y escuelas de Steve & Barry's en 120 ciudades en 60 días para presentar su estilo único de magia con temática hip hop y baloncesto frente a niños y padres. Andy Todd, presidente de Steve & Barry's, dijo que "Trikz no solo es un artista fenomenal, también es un tipo fenomenal que los niños disfrutarán viendo y escuchando".
En agosto de 2007, Da Silva cumplió un sueño de la infancia cuando lo invitaron a participar en un minicampamento de los Harlem Globetrotters en Houston, TX y dos días después del campamento se le ofreció un contrato para unirse al legendario equipo.
En octubre de 2008, los Nighthawks de Maryland anunciaron que seleccionaron a Da Silva con la decimocuarta selección general como parte de su "equipo de viaje" oficial de la PBL ese año, y estaban listos para recorrer China y otros países asiáticos durante la temporada.
En 2009, Da Silva logró el objetivo personal de establecer un récord mundial Guinness de 24 recepciones consecutivas al cuello de una pelota de baloncesto. En 2009, Da Silva se convirtió en la persona más joven en ingresar al Salón de la Fama Atlético de la Ciudad de Elizabeth.
Da Silva actuó durante el Festival Mundial de Baloncesto de 2010 en la ciudad de Nueva York, mientras que la actuación de Jay-Z tuvo lugar en el Radio City Music Hall, todo presentado por Nike.

## Carrera en la actuación
Da Silva comenzó a aparecer en películas como The Brave One y Pride and Glory a fines de la década de 2000.
Ha producido y dirigido un DVD instructivo titulado Freestyle 101, que se ha creado en una aplicación de Apple disponible en iTunes y Apple Store. Este DVD es un tutorial de streetball que está dedicado a inspirar a niños, adolescentes y adultos a usar el baloncesto de una forma creativa y desafiante de acondicionamiento físico.
En 2011, Da Silva actuó en Fast Five y en la comedia de 2012 21 Jump Street, ganando cada vez más exposición. Con el lanzamiento de Dead Man Down en 2013, tuvo su papel más importante hasta el momento, como la mano derecha de Terrence Howard, Terry. A esto le siguió un papel en el éxito de verano de 2013 The Heat con Sandra Bullock y Melissa McCarthy.
En 2014, completó papeles de filmación para varias películas, como Convergence, Aztec Warrior, American Heist, American Project, American Hero, Triple 9 y Mr. Right.
Da Silva tiene papeles en muchas de las películas de John Travolta, Gotti, Trading Paint y Speed Kills.
Aparece en televisión en papeles en series como Graceland, Person of Interest y Power.

### Filmografía
| Año       | Título                        | Papel                      | Notas                      |
| --------- | ----------------------------- | -------------------------- | -------------------------- |
| 2004      | Law & Order: Criminal Intent  | Marvin                     | Televisión – 1 episodio    |
| 2007      | The Brave One                 | Lee                        |                            |
| 2008      | Pride and Glory               | Cliente Bodega Dominicana  |                            |
| 2009      | Clear Lake, WI                | Jason                      |                            |
| 2010      | Mercy                         | Prisionero quemado         | Televisión – 1 episodio    |
| 2010      | Southern Fried Stings         | Chico                      | Televisión – 1 episodio    |
| 2010      | America's Most Wanted         | Varios                     | Televisión – 9 episodios   |
| 2010      | Burn Notice                   | Prison Gang                | Televisión – 3 episodios   |
| 2011      | Loving the Bad Man            | Alejandro Garcia De La Paz |                            |
| 2011      | The Mortician                 | Benny                      |                            |
| 2011      | Fast Five                     | Diogo                      |                            |
| 2011      | Treme                         | Capataz brasileño          | Televisión – 1 episodio    |
| 2011      | Remnants                      | Russ                       | También productor asociado |
| 2011      | In a Pickle                   | Latino toughs              |                            |
| 2011      | CO2                           | Latino gang member         |                            |
| 2012      | Dragon Eyes                   | Dash                       |                            |
| 2012      | 21 Jump Street                | Luis                       |                            |
| 2012      | BayTown Disco                 | Large Vato                 |                            |
| 2012      | Hound Dogs                    | Orlando                    | Episodio piloto            |
| 2013      | Dead Man Down                 | Terry                      |                            |
| 2013      | Body of Proof                 | Oscar Ramirez              | Televisión – 1 episodio    |
| 2013      | The Heat                      | Dealer #4                  |                            |
| 2013      | Aztec Warrior                 | Chupacabra Leader          |                            |
| 2015      | kickboxer: Vengeance          | Stahl                      |                            |
| 2015      | Mr. Right                     | Espinoza                   |                            |
| 2015-2016 | Power                         | Bateador mexicano          |                            |
| 2016      | Triple 9                      | Luis Pinto                 |                            |
| 2016      | Yo soy la venganza            | Charley                    |                            |
| 2016      | Wolves                        | Defender W.4th             |                            |
| 2016      | Paterson                      | Blood in convertible       |                            |
| 2017      | Hidden America with Jonah Ray | Gabriel                    |                            |
| 2017      | Gotti                         | Dr. Carmine                |                            |
| 2017      | The Girl Who Invented Kissing | Luis                       |                            |
| 2018      | Speed Kills                   | Panama                     |                            |
| 2018      | Trading Paint                 | Diner Redneck              |                            |
| 2022      | One Way                       | JJ                         |                            |
| 2023      | Fast X                        | Diogo                      |                            |

| Año  | Título           | Role       | notas           |
| ---- | ---------------- | ---------- | --------------- |
| 2004 | NBA Ballers      | Trikz      |                 |
| 2005 | L.A. Rush        | Trikz Lane | Papel principal |
| 2006 | AND 1 Streetball | Trikz      |                 |

## Carrera como escritor
Silva publicó su primer libro para niños titulado A Boy Named Boo, que escribió e ilustró.